# Cosmopolit fără țară
Cosmopolit fără țară (în rusă : безродный космополит) a fost un eufemism sovietic folosit în timpul campaniei antisemite staliniste 
din perioada 1948–1953, care a culminat cu înscenarea conspirației „Complotul doctorilor evrei”, acuzați că intenționau să elimine fizic conducerea Uniunii Sovietice prin otrăvire. Termenul și persecuțiile i-au vizat direct pe evrei, fapt care nu a fost recunoscut oficial, pentru a evita acuzațiile de antisemitism de stat. 

## Fondul
Comitetul antifascist evreiesc (CAE) a fost creat din inițiativa autorităților sovietice pentru sprijinirea efortului de război - în al Doilea Război Mondial -  atât din partea minorității evreiești din cadrul URSS, cât și ca punte de legătură și sprijin cu statele anti-naziste participante. 
Spre sfârșitul războiului și, în primii ani ai perioadei postbelice, CAE, ca urmare a remarcabilei activități antifasciste, căpătase o mare influență printre evreii sovietici, fiind considerat în Occident ca un fel de reprezentant al evreilor sovietici.Stalin s-a simțit lezat de renumele activităților Comitetului  (vezi „Cartea neagră”), care-i puneau la îndoială puterea absolută și, prin Comitetul Central al Partidului Comunist al Uniunii Sovietice a învinuit CAE că, în loc să-și concentreze lupta împotriva „forțelor reacționare internaționale”, el continua linia politică a Bund-ului — o organizație evreiască comunistă care fusese dizolvată și toți foștii ei membri fuseseră deja, „epurați”. 
Pe 1 decembrie 1952, în cadrul ședinței Politburoului sovietic, Stalin a declarat: „Fiecare evreu este un naționalist și un agent potențial al spionajului american.” .
În ianuarie 1948, directorul  CAE, Solomon Mihoels, renumit actor și director al Teatrului evreiesc de stat din Moscova a murit într-un suspect accident auto (S.I. Ogoltsov, conducătorul GRU, a fost acuzat ulterior de acest asasinat). Au urmat arestările și deportările membrilor CAE și, ipso facto, desființarea organizației:129–32. 
În 1947 URSS a votat la ONU pentru Planul  de împărțire a Palestinei și, în mai 1948 a recunoscut oficial Statul Israel, sprijinindu-l cu arme (prin intermediul Cehoslovaciei) în Războiul de Independență cu statele arabe care l-au invadat. Mulți evrei sovietici au primit cu entuziasm crearea noului stat israelian și au trimis mii de scrisori către încă existentul CAE   dorind să contribuie la apărarea Israelului, situație privită de autoritățile sovietice ca un act de trădare anti-sovietic.
În septembrie 1948, primul ambasador israelian în URSS, Golda Meir, a sosit la Moscova. Mulțimi entuziaste (estimate la circa 50.000 de oameni) s-au adunat de-a lungul drumului străbătut de ambasadoare către și în jurul sinagogii din Moscova unde s-au celebrat „Sârbătorile de Toamnă” iudaice, Yom Kippur și Roș Hașana.  
Ziarul Pravda a publicat în ediția din 21 septembrie 1948 articolul lui Ilia Erenburg (evreu) „Cu privire la o scrisoare”, în care critica antisemitismul, dar aducea argumentul că evreii sovietici nu erau amenințați, deoarece urmau să fie asimilați în „poporul sovietic” unit. Mai târziu a recunoscut că Politburo i-a impus să scrie acel articol.
Războiul Rece și apropierea conducerii statului Israel de valorile occidentale au amplificat antisemitismul, ca parte a naționalismului rusesc. Evreii erau considerați periculoși datorită legăturilor internaționale, („Rude în Strâinătate”) și mai ales,  datorită creșterii conștiinței lor naționale după înfiorătorul Holocaust.  După ce s-au luptat pe toate fronturile cu un eroism nelimitat, au început să realizeze că pentru Stalin și Uniunea Sovietică, ei erau considerați un impediment și, soarta lor a fost de o importanță foarte limitată.  
La sfârșitul anului 1948, Uniunea Sovietică a trecut de partea arabilor în conflictul arabo-israelian și, a început să-i sprijine pe noii aliați, politic și militar, politică neschimbată de-a lungul întregii perioade a războiului rece.

## Despre un grup antipatriotic de critici teatrali
Campania antisemită la nivel unional a fost declanșată într-un articol apărut în Pravda pe 28 ianuarie 1949 intitulat „Despre un grup antipatriotic de critici teatrali”:
„Cosmopoliți neînfrânați, rău intenționați, profitori fără rădăcini și fără conștiință... crescuți pe drojdia cosmopolitismului burghez, decadenței și formalismului (…) cetățeni neindigeni fără patrie, care otrăvesc cu mirosuri grele (…) cultura noastră proletară.”(…) „Ce poate A. Gurvici înțelege din caracterul național al omului rus,  sovietic?”
Acuzațiile staliniste de conspirație au fost însoțite de atacuri dure în mass media controlată de stat, împotriva personalițăților vizate. Scriitori de limbă idiș au fost arestați și executați. Teatrele și ziarele idiș au fost închise, iar cărțile unor scriitori evrei precum Eduard Bagritski, Vasili Grossman, Mihail Svetlov, Iosif Utkin și Boris Pasternak (care a fost laureat al Premiului Nobel dar a fost presat să-l refuze) au fost scoase din librării. Până și soția lui Viaceslav Molotov, Polina Zhemciujina, care era evreică și devenise prietenă cu Golda Meir, nu a scăpat și a fost arestată în 1949. 
Fiica lui Stalin, Svetlana Allilueva, își amintește în cartea ei Twenty Letters to a Friend – Douăzeci de scrisori către un prieten că atunci când și-a întrebat tatăl despre arestarea socrului ei, I.G. Morozov, (de asemenea evreu), el a răspuns: „Nu înțelegi! Toată vechea generație este infectată cu sionism și ei își învață și  tinerii.” În timpul sesiunii Biroului Politic din 1 decembrie 1952, Stalin a anunțat: „Fiecare evreu este un naționalist și un agent potențial al spionajului american.”
Ehrenburg, care vizitase Statele Unite ale Americii în 1946 și ale cărui articole hotărâte antiamericane erau ecoul propagandei sovietice, deși era un activist pacifist și era câștigătorul Premiului Stalin în 1947, era atât de speriat că urma să fie arestat încât i-a trimis o scrisoare lui Stalin prin care îi cerea „să termine cu nesiguranța”. El a pretins mai târziu că a fost cruțat deoarece regimul trebuia să mascheze campania antisemită de ochii occidentului, unde condiția evreilor sovietici devenise o preocupare majoră. 
Evrei sovietici au fost dați afară din posturile pe care le ocupau. În 1947, evreii reprezentau 18% dintre oamenii de știință sovietici, dar, în 1970, acest număr scăzuse la numai 7%.
Tot ce era evreiesc fusese interzis de autoritățile sovietice, până și cuvântul evreu a dispărut din media sovietică. Mulți cetățeni sovietici au fost șocați să afle că textul idiș al unui cântec de leagăn interpretat de Mihoels, știut pe dinafară de milioane de spectatori, a fost cenzurat în filmul clasic sovietic Circul ("Цирк", 1936), încă foarte popular în perioada postbelică. 
Scena fusese pregătită pentru procesele de la Praga, pentru complotul doctorilor și pentru Cosmopoliții fără țară.